# سیارک ۱۲۱۶۱
سیارک ۱۲۱۶۱ (به انگلیسی: 12161 Avienius، نامگذاری:1158T-2)۱۲۱۶۱مین سیارک کشف شده‌است که در ۲۹ سپتامبر ۱۹۷۳ کشف شد.